# Aeshna javana
Aeshna javana är en trollsländeart som beskrevs av Lichtenstein 1796. Aeshna javana ingår i släktet mosaiktrollsländor, och familjen mosaiktrollsländor. Inga underarter finns listade i Catalogue of Life.